# Hippocampus trimaculatus
Hippocampus trimaculatus é uma espécie de peixe da família Syngnathidae.
Pode ser encontrada nos seguintes países: Austrália, Ilhas Cocos (Keeling), Polinésia Francesa, Hong Kong, Índia, Indonésia, Japão, Filipinas, Singapura, Taiwan, Tailândia e Vietname.
Os seus habitats naturais são: mar costeiro.
Está ameaçada por perda de habitat.